# 巴甫洛沃區

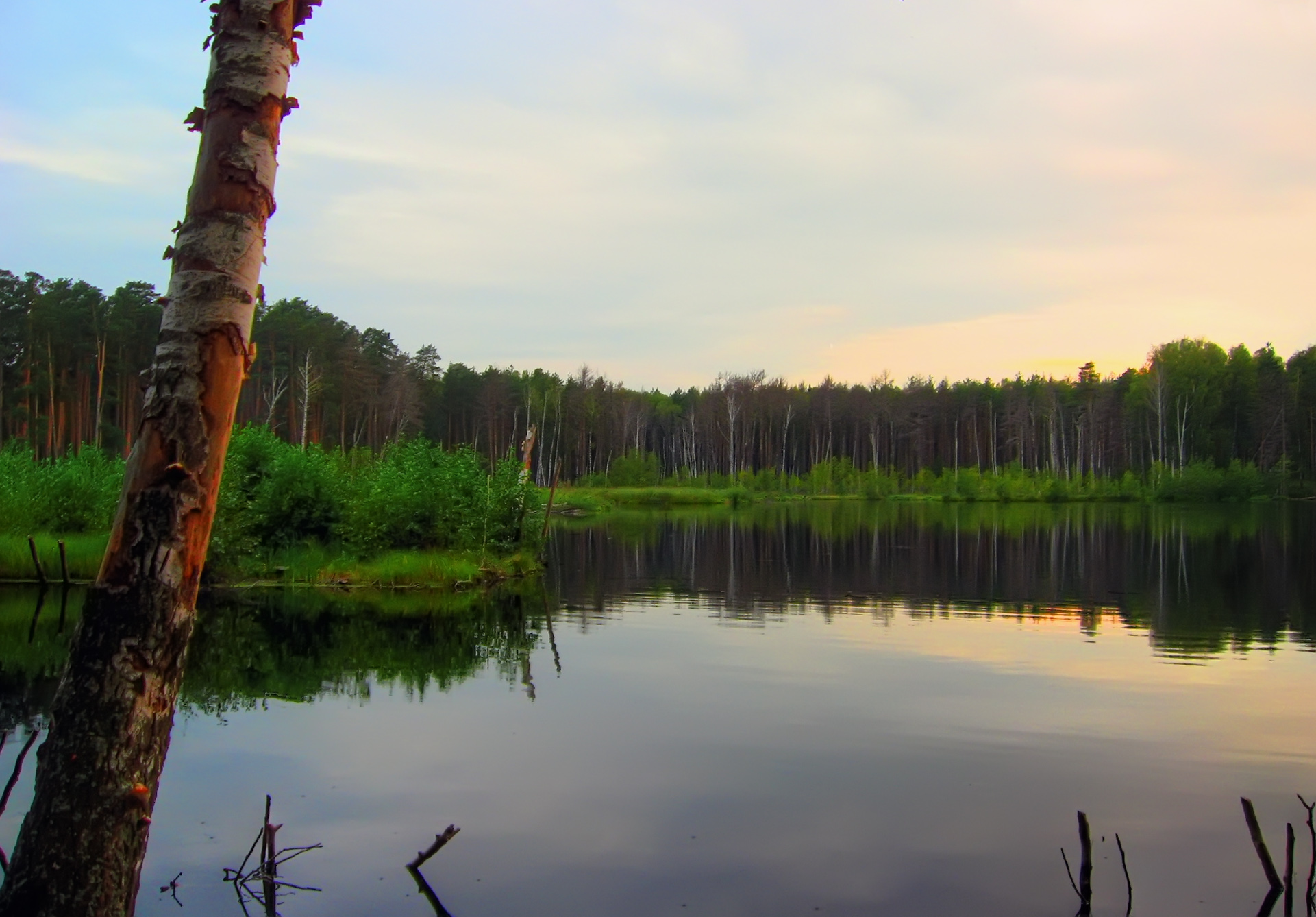

55°57′43″N 43°05′24″E / 55.96194°N 43.09000°E
巴甫洛沃區（俄语：Павловский район），是俄羅斯的一個區，位於該國西部，由下諾夫哥羅德州負責管轄，始建於1929年，面積1,098.5平方公里，2010年人口100,960，人口密度每平方公里91.91人。